# Beyond the Missouri Sky
Beyond the Missouri Sky (Short Stories) est un album en duo du bassiste de jazz américain Charlie Haden et du guitariste de jazz américain Pat Metheny sorti le 25 février 1997 chez Verve. Cet album a reçu le Grammy Award du meilleur album de jazz instrumental en 1998.

## Liste des pistes
| No  | Titre                        | Musique                        | Durée |
| --- | ---------------------------- | ------------------------------ | ----- |
| 1.  | Waltz for Ruth               | Charlie Haden                  | 4:28  |
| 2.  | Our Spanish Love Song        | Charlie Haden                  | 5:40  |
| 3.  | Message to a Friend          | Pat Metheny                    | 6:13  |
| 4.  | Two for the Road             | Henry Mancini, Leslie Bricusse | 5:16  |
| 5.  | First Song (for Ruth)        | Charlie Haden                  | 6:37  |
| 6.  | The Moon Is a Harsh Mistress | Jimmy Webb                     | 4:05  |
| 7.  | The Precious Jewel           | Roy Acuff                      | 3:47  |
| 8.  | He's Gone Away               | Traditionnel                   | 4:18  |
| 9.  | The Moon Song                | Johnny Mandel                  | 6:56  |
| 10. | Tears of Rain                | Pat Metheny                    | 5:30  |
| 11. | Cinema Paradiso (Love Theme) | Andrea Morricone               | 3:35  |
| 12. | Cinema Paradiso (Main Theme) | Ennio Morricone                | 4:24  |
| 13. | Spiritual                    | Josh Haden                     | 8:22  |

## Musiciens
- Charlie Haden : contrebasse
- Pat Metheny : guitare acoustique et tous les autres instruments